# Runtastic
Die Runtastic GmbH ist ein österreichisches Unternehmen, das auf die Entwicklung von Soft- und Hardwareprodukten im Bereich Fitness spezialisiert ist. In Anlehnung an die Quantified-Self-Bewegung vereint es Mobile Applications, Social Networking und Gamification. Die Fitness-Applikation für Smartphones sowie die vom Unternehmen entwickelte und vertriebene Hardware ermöglichen das Aufzeichnen von sportlichen Aktivitäten. Aus diesen Daten werden Statistiken erstellt, die dem Benutzer zur Analyse dienen können. Seit August 2015 ist das Unternehmen eine Tochtergesellschaft der Adidas AG.

## Geschichte
Im Zuge eines an der FH Oberösterreich durchgeführten Projektes zu den World Sailing Games 2006 entstand bei einem der späteren Gründer, René Giretzlehner, die Idee „mobile softwaregestützte Sportanwendungen in einem Unternehmen bis zur Marktreife zu entwickeln.“ Zusammen mit Christian Kaar, einem weiteren späteren Runtastic-Mitgründer und ihrem gemeinsamen Professor an der FH Oberösterreich, Stephan Selinger wurde das tech2b-Startup „mSports“ gegründet, das Live-Tracking für Motor- und Segelsportveranstaltungen anbot. Im Februar 2009 wurde das Startup und dessen Technologie in Runtastic überführt, das den Fokus auf die größere Zielgruppe der Läufer, Radfahrer und Wanderer verlegte. Das Projekt wurde anfangs durch die Einnahmen der Entwicklung von anderen Produkten finanziert.
Die vier Gründer des 2009 in Pasching gegründeten Unternehmens sind Florian Gschwandtner, Christian Kaar, René Giretzlehner und Alfred Luger. 2011 hatte das Unternehmen um die 25 Mitarbeiter, 2013 waren es weltweit bereits über 90 Angestellte. 2013 übernahm die Axel Springer SE (damals noch Axel Springer AG) 50,1 Prozent der Runtastic GmbH bei einem Unternehmenswert von 22 Mio. Euro. Im Februar 2015 gab der Marketingleiter des Unternehmens Johannes Knoll bekannt, dass sich Runtastic in Zukunft über die USA, Asien und Brasilien ausbreiten will. Zu diesem Zeitpunkt zählte das Unternehmen bereits 100 Angestellte aus 20 Nationen.
2015 übernahm Adidas die Anteile von Axel Springer, einem Privatinvestor und den Unternehmensgründern zu einem Gesamtkaufpreis von 220 Mio. Euro, wurde so mit Wirkung zum 5. August 2015 Alleingesellschafter. Die Unternehmensgründer sollen innerhalb der Adidas-Gruppe weiterhin die Geschäftsaktivitäten von Runtastic leiten.
Mit Ende 2018 schied der bisherige CEO Florian Gschwandtner aus dem Unternehmen aus. Neuer CEO wurde Scott Dunlap.
Am 20. März 2023 wurden 70 Beschäftigte aus dem Bereich Runtastic entlassen. Später im selben Jahr erfolgte am 8. Dezember 2023 die Ankündigung, dass die App adidas Training ab 31. März 2024 eingestellt wird.
Am 16. September 2024 wurde bekannt gegeben, dass alle 180 Mitarbeiter an den Standorten Pasching bei Linz, Wien und Salzburg in Österreich bis Mitte 2025 das Unternehmen verlassen werden. Die Entwicklung der adidas Running App wird künftig von den Konzernstandorten Herzogenaurach, Amsterdam und Saragossa übernommen.

## Produkte
Die Produktpalette von Runtastic umfasst Soft- und Hardware:

### Apps
Das Herzstück der Runtastic GmbH ist die gleichnamige Smartphone-App für iOS sowie Android. Die Anwendung dient dazu, verschiedene Metriken, wie zurückgelegte Distanz, umgesetzte Nahrungsenergie, Geschwindigkeit usw. beim Betreiben von Sport zu erfassen, um dem Benutzer anschließend eine umfassende Statistik bereitstellen zu können. Die Runtastic-App ist sowohl in einer kostenlosen Lite-Version als auch in einer kostenpflichtigen Pro-Version mit zusätzlicher Funktionalität verfügbar. Für das iPhone ist die Anwendung in 18 Sprachen verfügbar. Im Juli 2019 hat die App über 300 Millionen Downloads verzeichnen können. Neben der Runtastic App wird auch eine andere App, die speziell für body-weight-training konzipiert ist, angeboten. Runtastic Results.

### Fitnessportal und Blog
Das Fitnessportal Runtastic.com ermöglicht das Hochladen und Analysieren der aufgezeichneten Fitnessdaten sowie das Teilen und Vergleichen von Trainingserfolgen als soziales Netzwerk mit Freunden. Neben der kostenfreien Mitgliedschaft wird eine kostenpflichtige Premium-Mitgliedschaft angeboten, die dem Benutzer beispielsweise vorgefertigte, auf sein Ziel zugeschnitte Trainingspläne und detailliertere Statistiken bietet. Über das Fitnessportal kann der Nutzer Freunde oder wildfremde Personen bei deren Training anfeuern, oder von ihnen angefeuert werden (Gamification). 2015 wurde das „Running Leaderboard“ eingeführt, eine Rangliste zum Vergleich der Tätigkeiten mit denen anderer.
Im Juli 2019 wurde die Web Entwicklung eingestellt zugunsten der Weiterentwicklung der mobilen Apps.
Runtastic betreibt ein Blog mit Tipps und Neuigkeiten für Sporttreibende in mehreren Sprachen.
Im September 2019 wurde die App „Runtastic“ umbenannt in „adidas Running by Runtastic“. Die App „Results“ wurde zu „adidas Training by Runtastic“.

### Hardware
Ende 2011 gab das Unternehmen bekannt, dass das Produktangebot auf Hardware erweitern werden soll. Seit 2012 konnten über den Online-Shop Brustgurt, Uhr mit GPS-Funktionalität und eine Körperfettwaage erworben werden.
Im Juli 2014 brachte das Unternehmen Runtastic Orbit auf den Markt. Das Gerät wird als Armband oder via Clip am Körper getragen und zeichnet alle Aktivitäten des Benutzers auf. Diese reichen von zurückgelegten Schritten bis hin zum Schlaf. Das Display der Hardware selbst ist simpel gehalten, das Gadget wird jedoch durch die App Runtastic Me ergänzt. Diese bietet eine grafisch ansprechendere Aufbereitung der aufgezeichneten Daten.

## Kritik
Kritik wird daran geübt, dass der Energieumsatz (Leistungsumsatz) und die Berechnung des Body-Mass-Index auf einem verallgemeinerten Grundlage basieren. Dieser Kritikpunkt wird auch dem Fitnessarmband Runtastic Orbit vorgehalten, dessen Messungen zu ungenau seien. Weiterhin verfüge es nicht über GPS, weshalb man bei sportlichen Aktivitäten wie Radfahren oder Laufen zusätzlich auf andere Geräte zurückgreifen muss. In einem Artikel der Wochenzeitung Die Zeit wurde u. a. die Runtastic Orbit in einem Test zusammen mit anderen Fitnessarmbändern als „Elektroschrott“ bezeichnet. Diese zeige an, dass „ich noch lebe. Und die Uhrzeit“. Alles andere sei nur eine grobe Schätzung.
Im Jahr 2013 wurde seitens Testern von MediaTest Digital eine Sicherheitslücke in der Software entdeckt, wie Spiegel Online berichtete; Runtastic kündigte umgehend ein Update an.
Im Jahr 2021 wurde die App „Runtastic Steps“ endgültig offline genommen. Die ehemaligen, firmeneigenen Runtastic-Armbanduhren werden von den neuen Apps „adidas Running“ und „adidas Training“ nicht mehr unterstützt, wodurch sie gänzlich ihre Funktion verloren und nicht einmal mehr als herkömmliche Uhr genutzt werden können, da die Einstellung der Uhrzeit ebenfalls über die App vorgenommen werden musste.

## Publikationen
- In Zusammenarbeit mit Sascha Wingenfeld: Das Runtastic-Laufbuch – Lauf dich schlank und fit in nur 10 Wochen. 1. Aufl. Riva Verlag, München 2015, ISBN 978-3-86883-662-2.